# Чижовка-1
Чижовка-1 — деревня в Рославльском районе Смоленской области России. Входит в состав Любовского сельского поселения.  

## География
Расположена в южной части области, на берегу реки Белышка, в 0,1 км южнее автодороги А101 Москва — Варшава («Старая Польская» или «Варшавка»), в 21 км к северо-востоку от Рославля. Примыкает к деревне   Чижовка-2

## История
В годы Великой Отечественной войны деревня была оккупирована гитлеровскими войсками в августе 1941 года, освобождена в сентябре 1943 года.

## Инфраструктура
Было личное подсобное хозяйство.

## Транспорт
Деревня доступна автотранспортом. Остановка общественного транспорта «Чижовка-1». В 16 км южнее деревни расположена остановочный пункт 14-й км на линии Рославль (станция) — Фаянсовая (станция). 